# Totò quitte ou double
Pour plus de détails, voir Fiche technique et Distribution.
Totò quitte ou double (Totò lascia o raddoppia?) est un film italien réalisé par Camillo Mastrocinque, sorti en 1956.

## Synopsis
Le duc Gagliardo della Forcoletta décide de participer à un jeu télévisé afin d’acheter un bar pour sa fille.

## Fiche technique
- Titre français : Toto quitte ou double[1]
- Titre original : Totò lascia o raddoppia?
- Réalisation : Camillo Mastrocinque
- Scénario : Marcello Marchesi et Vittorio Metz
- Photographie : Mario Fioretti (it)
- Montage : Roberto Cinquini (en)
- Musique : Lelio Luttazzi
- Pays d'origine : Italie
- Format : Noir et blanc - 1,37:1 - Mono
- Genre : comédie
- Date de sortie : 1956

## Distribution
- Totò : Duca Gagliardo della Forcoletta
- Mike Bongiorno : Lui-même
- Dorian Gray : Ellen
- Valeria Moriconi : Elsa Marini
- Gabriele Tinti : Bruno Palmieri
- Carlo Croccolo : Camillo
- Rosanna Schiaffino : Colomba
- Luigi Pavese : le barman
- Elio Pandolfi : le serveur
- Bruce Cabot : Nick Molise
- Nicoletta Orsomando : Elle-même (non créditée)
- Felice Minotti : Logeur chez Bice (non crédité)
- Amina Pirani Maggi : Logeuse chez Bice (non créditée)